# Anthelephila lamottei
Anthelephila lamottei is een keversoort uit de familie snoerhalskevers (Anthicidae). De wetenschappelijke naam van de soort is voor het eerst geldig gepubliceerd in 1958 door Pic.